# Dominicans a Espanya
Els dominicans a Espanya són els immigrants de la República Dominicana i els seus descendents representen al voltant de l'1,66% del total d'estrangers a Espanya. El primer país de destinació dels dominicans a Europa és Espanya, i és el país amb més dominicans emigrats fora dels Estats Units.

## Història
Espanya és el principal país per als dominicans que immigren a Europa. Un primer grup es va desplaçar per cursar estudis universitaris, després de ser becats pel govern de Juan Bosch. Després de la derrota de la revolució de 1965, va esclatar un segon èxode i prop de 2.000 dominicans van decidir residir a la "mare pàtria".